# Sultan Agungstadion
Het Sultan Agungstadion is een multifunctioneel stadion in Bantul, een stad in de provincie Yogyakarta op Java in Indonesië. Het stadion wordt vooral gebruikt voor voetbalwedstrijden, de voetbalclub Persiba Bantul maakt gebruik van dit stadion. In het stadion is plaats voor 35.000 toeschouwers. Het stadion werd geopend in 2017.